# Aphodiellus genialis
Aphodiellus genialis är en skalbaggsart som beskrevs av Louis Albert Péringuey 1901. Aphodiellus genialis ingår i släktet Aphodiellus och familjen Aphodiidae. Inga underarter finns listade i Catalogue of Life.